# Шумин, Асан Усеинович
Аса́н Усеи́нович Шу́мин (крымскотат. Asan Üsein oğlu Şumin, Асан Усеин огълу Шумин, 1896 — не ранее 1934) — советский учёный-химик и педагог, кандидат химических наук. Директор Крымского государственного педагогического института имени М. В. Фрунзе (1932—1934).

## Биография
Родился в 1896 году. Окончил естественное отделение Крымского государственного педагогического института (1927), в котором позже преподавал. В конце 1920-х годов являлся директором Татарского фельдшерско-акушерского техникума, преподавателем обществоведения Симферопольской крымскотатарской образцово-показательной 9-летней школы. С 1932 — директор КГПИ.
Защитил диссертацию на степень кандидата химических наук. Занимался вопросами развития химической терминологии и номенклатуры на крымскотатарском языке.
В 1934 году в результате большой «чистки» был уволен из института по идеологическим причинам и подвергнут политической травле. Увольнению предшествовала публикация редакционной статьи в газете «Красный Крым» от 4 июня 1934 года, в которой говорилось о необходимости «немедленно ликвидировать буржуазно-националистический гнойник в педагогическом институте». Шумин обвинялся в «примиренчестве» из-за работы в вузе таких «враждебных элементов» как Акчокраклы, Андреюк, Деревицкий, Леманов, Лукьяненко, Ляшенко, Максимович. Ввиду этого газета призывала снять директора пединститута с занимаемой должности. Был поднят вопрос и о его членстве в ВКП(б). Дальнейшая судьба неизвестна.

## Труды
- Şumin A. Kimjadan iş kitabь. Kolhoz jaşlьƣь mektebiniꞑ 2-nçi sьnьflarьnda iş kitabь olaraq qullanьlmasь (кр.тат.). — Aqmesçit: Qrьm devlet neşrijatь, 1931. — 143 с.